# 初めてアルプスからイタリアを眺める勝利したハンニバル
『初めてアルプスからイタリアを眺める勝利したハンニバル』（はじめてアルプスからイタリアをながめるしょうりしたハンニバル、西: Aníbal vencedor que por primera vez mira Italia desde los Alpes, 英: The Victorious Hannibal seeing Italy from the Alps for the first Time）は、スペインのロマン主義の巨匠フランシスコ・デ・ゴヤが1771年ごろに制作した絵画である。油彩。主題は第二次ポエニ戦争においてアルプス山脈を越えてローマを征服しようとしたカルタゴの将軍ハンニバル・バルカから採っている。ゴヤの最初期に属する作品で、記録に残る最古の作品である。
この絵画は、ゴヤが1770年から1771年にかけてイタリアに滞在した際に、パルマ美術アカデミーが開催したコンクールのために制作された。ゴヤはアカデミーが定めた規則に注意深く従い、多数の下絵と少なくとも2枚の油彩習作を制作した。セルガス・ファガルデ財団（Selgas-Fagalde Foundation）のコレクションにあった絵画は、誤ってコッラード・ジアキントの作品とされ、ゴヤの作品であることは1993年まで確認されなかった。現在はマドリードのプラド美術館に所蔵されている。またバルセロナの個人コレクションに複製が所蔵されているほか、サラゴサ博物館とアメリカ合衆国の個人コレクションに準備習作が所蔵されている。多くの素描が残されX線撮影による研究が行われているにもかかわらず、すべての美術評論家が本作品の真筆性に同意しているわけではない。

## 題名
本作品は『初めてアルプスからイタリアを眺める勝利したハンニバル』の名で知られるほか、『アルプスを越える勝利したハンニバル』（アルプスをこえるしょうりしたハンニバル、英: Hannibal the victor crossing the Alps）、あるいは『アルプスの高地からイタリアの平原を見渡す勝利者ハンニバル』（アルプスのこうちからイタリアのへいげんをみわたすしょうりしゃハンニバル、西: Aníbal vencedor que por primera vez mira Italia desde los Alpes, 英: Hannibal the victorious from the heights of the Alps looks out over the plains of Italy）とも呼ばれる。

## 制作経緯
1770年から1771年にかけて、ゴヤはイタリアに滞在して絵画技術を磨いた。当時、ゴヤはまだ若く、無名の芸術家であり、自身の才能を証明し名声を得るための方法を求めていた。イタリアへ出発する前、ゴヤはマドリードの王立サン・フェルナンド美術アカデミーへの入学を試みたが、アカデミーが開催したコンクールで2回連続して不合格となった。おそらくホセ・ニコラス・デ・アサの介入により、ゴヤは1770年5月にパルマ美術アカデミーが発表した若手芸術家を対象とした権威あるコンクールに合格した。また、ローマで出会ったシチリアの画家で、同じくコンクールに参加していたジェズアルド・ディ・ジャコモ（Gesualdo di Giacomo）からコンクールについて知った可能性もある。ゴヤはおそらくイタリアの機関（特にスペイン国王カルロス3世の弟のパルマ公フィリッポ1世が後援していたパルマ美術アカデミー）から認められることで、帰国後のキャリアに役立ち、さらには宮廷画家として働く道が開かれることを期待していたのだろう。

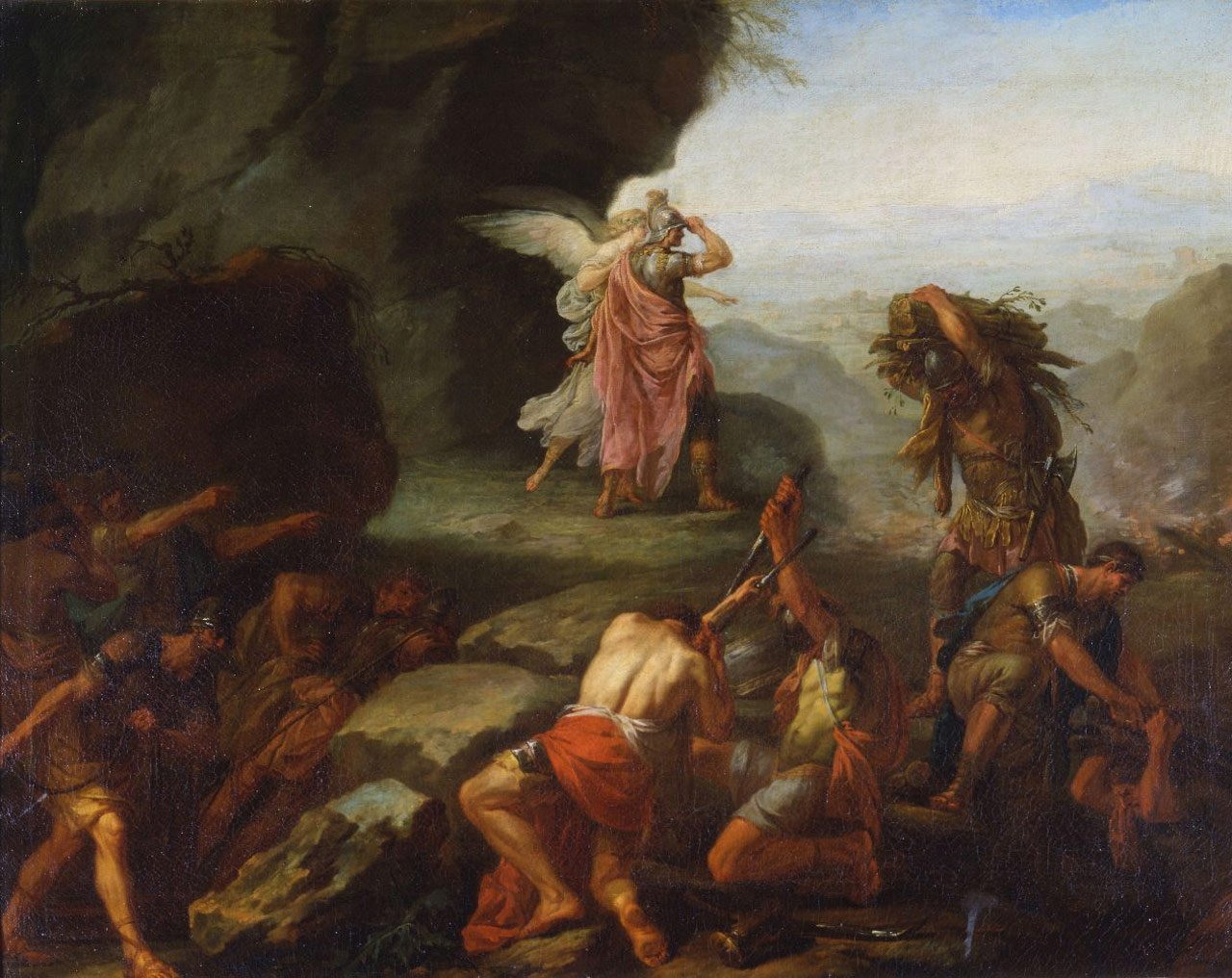
優勝したパオロ・ボローニの作品『ハンニバルをアルプス越えに導く戦争の才能』。パルマ美術アカデミー所蔵。

コンクールに提出する絵画にはまた適切なモットーが添えられ、画家は手紙に出身国と師事した師匠の名前を記載する必要があった。ローマ滞在中の1771年4月20日、ゴヤはアカデミーの新書記であるレッツォーニコ伯爵（Count Rezzonico）に手紙を書き、コンクールに絵画を提出したことを報告した。手紙の中で、ゴヤは自身の出自を誇張し、ローマ人であり宮廷画家フランチェスコ・ヴァエウ（Francesco Vayeu, フランシスコ・バイユー）の弟子であるフランチェスコ・ゴイア（Francesco Goia）であると自己紹介した。彼は提出作品にウェルギリウスの叙事詩『アエネイス』から引用したモットー「ようやくいま、われわれは逃げ行くイタリアの岸をつかんだ」（Iam tandem Italiae fugientis prendimus oras.）を添えた。この引用文はイタリアへの旅に多くの困難と犠牲を伴った画家に適した選択と考えられ、またちょうどゴヤが絵画で征服しようとしたのと同様に、征服の準備を整えてイタリアに乗り込んだハンニバルに対する言及にもなっている。ウェルギリウスの引用文とイタリア語で完璧に書かれた手紙は、ゴヤがホセ・ニコラス・デ・アザラに援助されていたことを示唆している。またカルロス3世の駐パルマ大使ホセ・デ・ラ・クアドラ（José de la Quadra）もゴヤを支援した可能性がある。
コンクールの必須の主題は、ハンニバルがこれから攻め入るイタリアを眺めるという歴史的な場面であった。このコンクールにはゴヤのほか、ピエール・デュ・アラス（Pierre du Hallas）、ジェズアルド・ディ・ジャコモ、パオロ・ボローニの4人の画家が参加し、これらの作品は1771年6月にアカデミーのサロンで展示された。ゴヤの作品は委員会から6票を得たが、コンクールに優勝できなかった。この絵画は佳作に選ばれ、筆遣いの巧みさ、ハンニバルの表情と姿勢、古代の指導者を描写したその雄大さを称賛された。しかしながら、委員会はゴヤの配色と構図に満足せず、色彩がより写実的で、構図が委員会の要求に近かったならば、優勝するチャンスがあっただろうと指摘した。最優秀賞として金メダルを授与されたのは、審査員の1人ベニーニョ・ボッシの指導のもとアカデミーで学び、前年に第2位を受賞したイタリア人のパオロ・ボローニであった。美術史家アルトゥーロ・アンソン・ナバーロ（Arturo Ansón Navarro）によると、この賞は不当にも地元の画家に与えられたという。ゴヤの絵画は品質の点で優勝作品を凌駕しており、コンクールの条件をより良く満たしていた。ゴヤの名前は1771年8月3日のローマの新聞『ディナリオ・オルディナリオ・デ・ローマ』（Diario Ordinario de Roma）と、1772年1月の権威ある文芸誌『メルキュール・ド・フランス』で言及され、ゴヤが2等賞を受賞したと誤って記載された。

## 作品
コンクールでは勝利したハンニバルが初めてアルプスからイタリアを眺めるという主題に加えて、構図にいくつかの要素が課された。ハンニバルは兜のバイザーを上げ、彼の手を引いている翼を持った才能の寓意のほうを向いた姿で描かれることになっていた。ハンニバルは遠く離れたイタリアの美しい風景を眺めており、その瞳と顔全体に内なる喜びとさらなる勝利への高貴な自信が表れている。北アフリカの将軍のこのような描写は、1768年までアカデミーの書記を務めたイタリアの詩人カルロ・イノチェンツォ・フルゴーニのソネット「勝利者のアンニバーレ」（Annibale vincitore）[b]に見ることができる。コンクールの主題は亡くなった詩人へのオマージュとして意図された。画面のサイズ（88.3 × 133 cm）はコンクールの要件に正確に一致している。
ゴヤはハンニバルの人物像を描写した資料にあまりアクセスすることができず、おそらくホセ・ニコラス・デ・アザラの図書館の資料を利用した。ゴヤはコンクールの規定に従って、指導者の姿を詩的に描写し、その人物像と行動に高貴さを与えた。ハンニバルは岩の上に直立し、兜をわずかに持ち上げて、自信を持って前方を見ている。ハンニバルはスペインから低い気温と険しい地形のために戦力の一部を失ったピレネー山脈を通る長く厳しい道を旅したばかりである。彼は今、アルプス山脈を越え、初めてイタリアを眺めている。その顔には畏敬の念と驚きが表れている。彼は自身の偉業を実感したばかりで、ローマ征服を阻むものは何もないようだ。握り締められた右手は勝利への意志を示している。ハンニバルの兜には、サラゴサの紋章から知っていたアラゴン王の紋章である翼のあるドラゴンのモチーフがあしらわれている。翼を持つ才能の寓意は、演劇的な仕草で指揮官を両腕で包み、絵画には描かれてないイタリアの風景を指し示している。羽根飾りのある兜をかぶった騎手は風に揺れる巨大な軍旗を持ち、指揮官に寄りかかっている。勝利した指揮官を象徴する盾が馬の脚の後ろに見える。ハンニバルの騎兵隊の一部がゆっくりと谷に向かって進軍しており、画面左に戦闘の概略が見える。
ゴヤはまたハンニバルの戦いの結末を強調するために2人の寓意的な人物像を導入した。曇天を背景に、戦車を駆って接近してくるのは勝利と栄光の女神ウィクトーリア であるが、また人間の運命を司る女神フォルトゥーナとも呼ばれ、小麦の束を運ぶプットーを伴っている。女神は右手に月桂冠を持っており、勝利した指揮官の頭上を飾るつもりである。また左手は車輪の上に置かれているが、これは運命の変遷とハンニバルの悲劇的な最後を意味しているかもしれない。この要素はコッラード・ジアキントの作品から借用されたものである。前景には鑑賞者から背を向けて構図を締めくくる人物像があり、イタリア最長の川であるポー川の寓意を表している。この人物像はイタリアの作家チェーザレ・リーパがロンバルディア地方の図像学に基づいて表現したもので、筋肉質の男性のシルエットと牡牛の頭を持ち、アンフォラを傾けて水を注いでいることから、川の谷を象徴していると分かる。

## 制作

### 準備素描
ゴヤはこの絵画の制作に約1年をかけており、その過程で多数の準備素描を作成した。これらの素描により、ゴヤの創作過程をより深く理解することができる。プラド美術館には、ゴヤがイタリア滞在中に描いた多数の素描やメモを収めた、『イタリア素描帖』（Cuaderno italiano）が収蔵されている。この中には本作品の様々なモチーフのスケッチとされる5点の素描が含まれている。縦長の全体構図のスケッチに加え、ハンニバルのシルエット、才能の寓意、牡牛の頭部、古代の甲冑のスケッチも含まれている。素描横向きで競技の構図を描いた明るい素描は装飾彫像マスカロンの下に重ねて描かれている。ゴヤは当初、ハンニバルの手を引いて先導する才能の寓意像を素描した。しかし、完成作ではハンニバルが構図の焦点となり、才能の寓意像は彼の後ろに立ってイタリアの風景を指し示している。

『イタリア素描帖』にある本作品と関連する素描
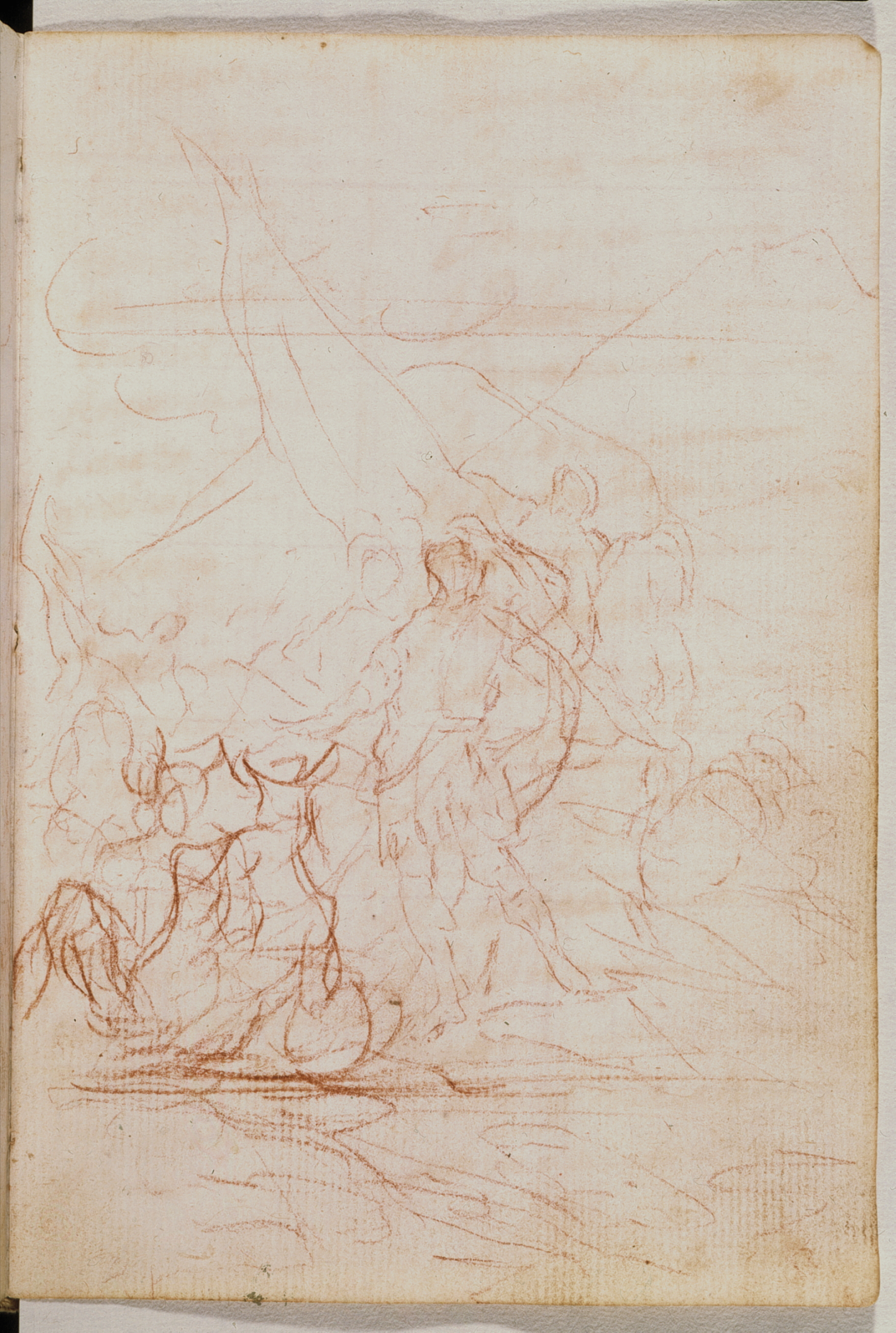
横向きの構図の素描（第37番）
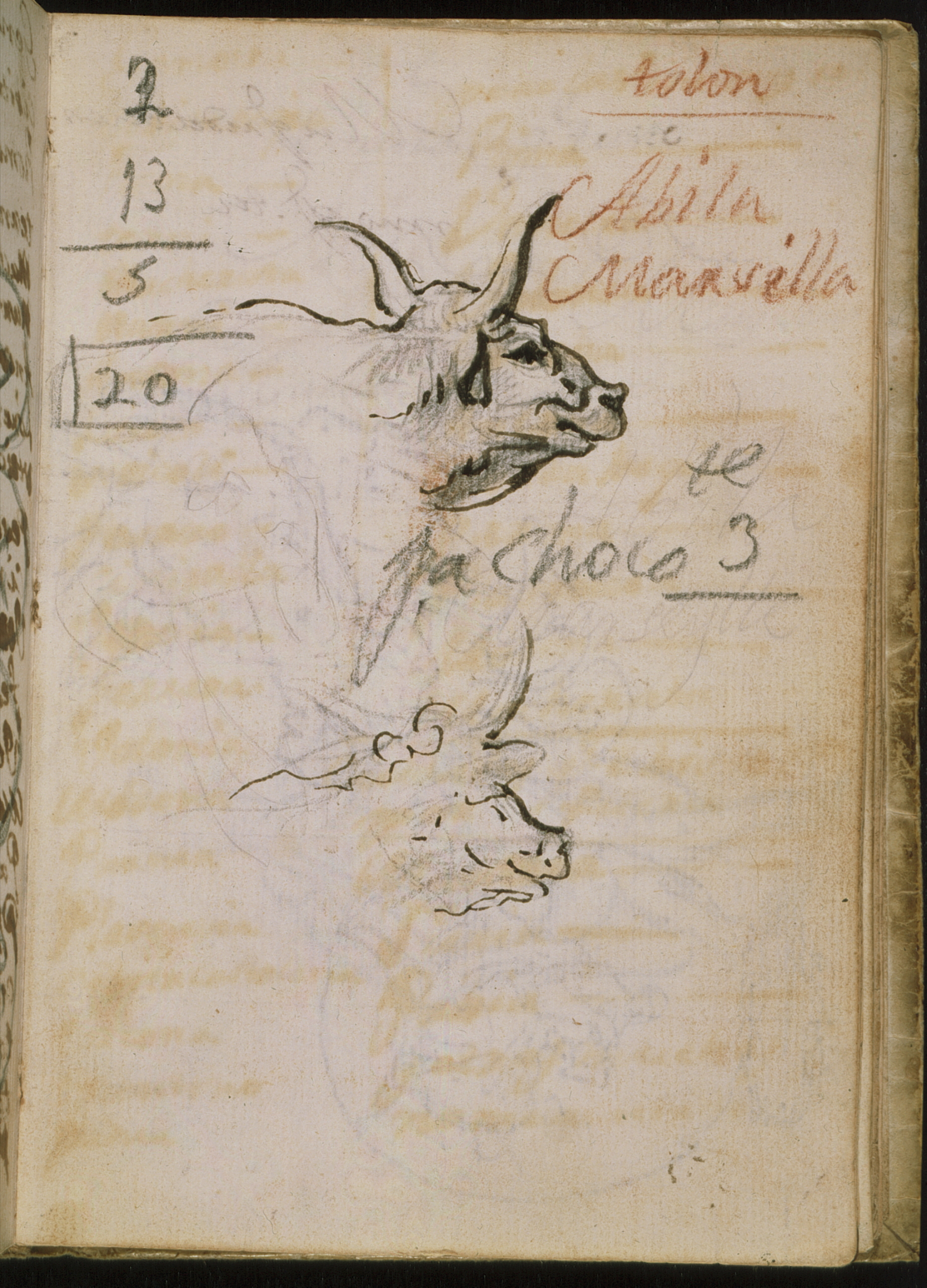
ポー川の寓意の頭部の素描
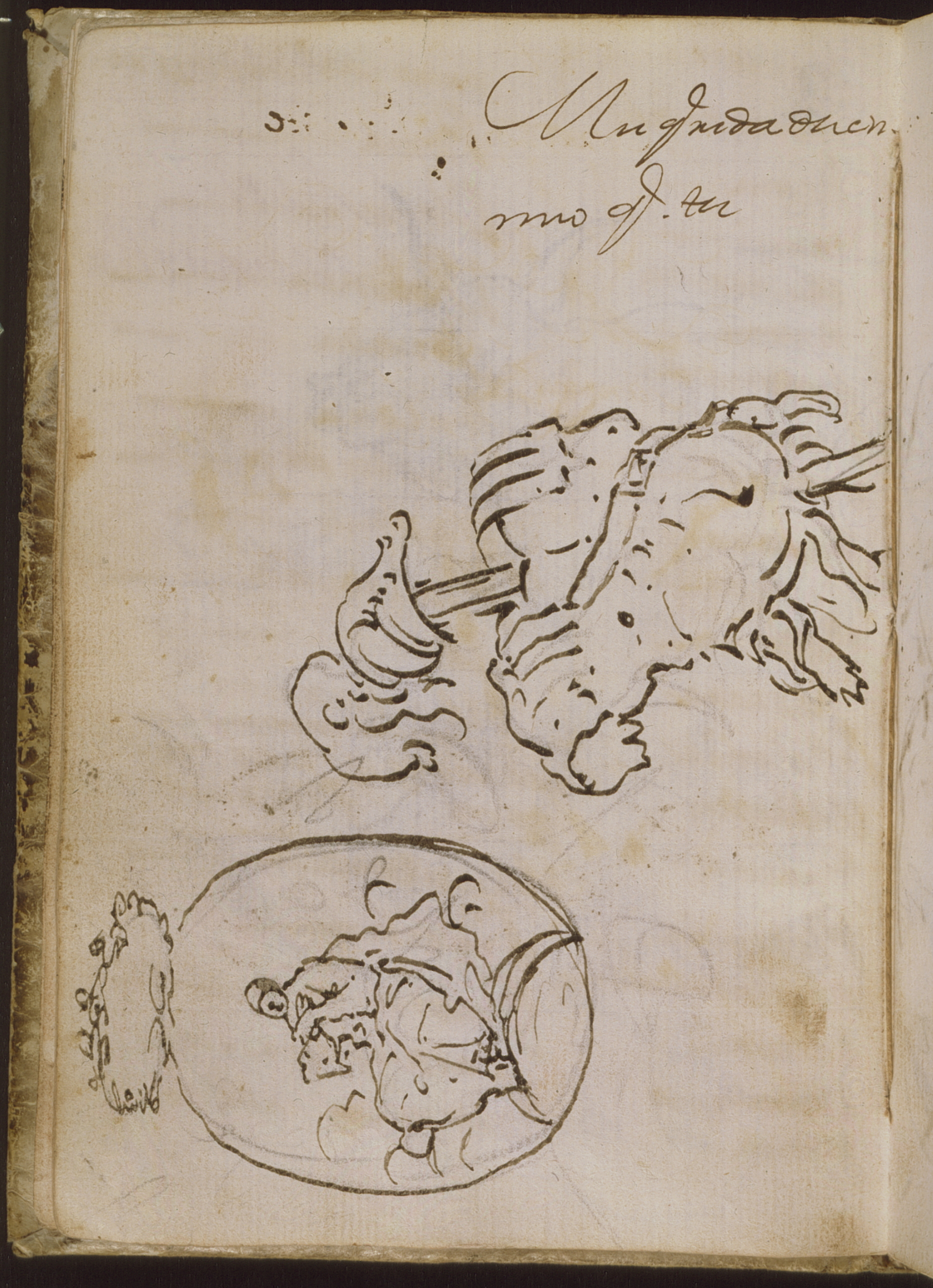
ウィクトーリアと甲冑の素描（第42番）
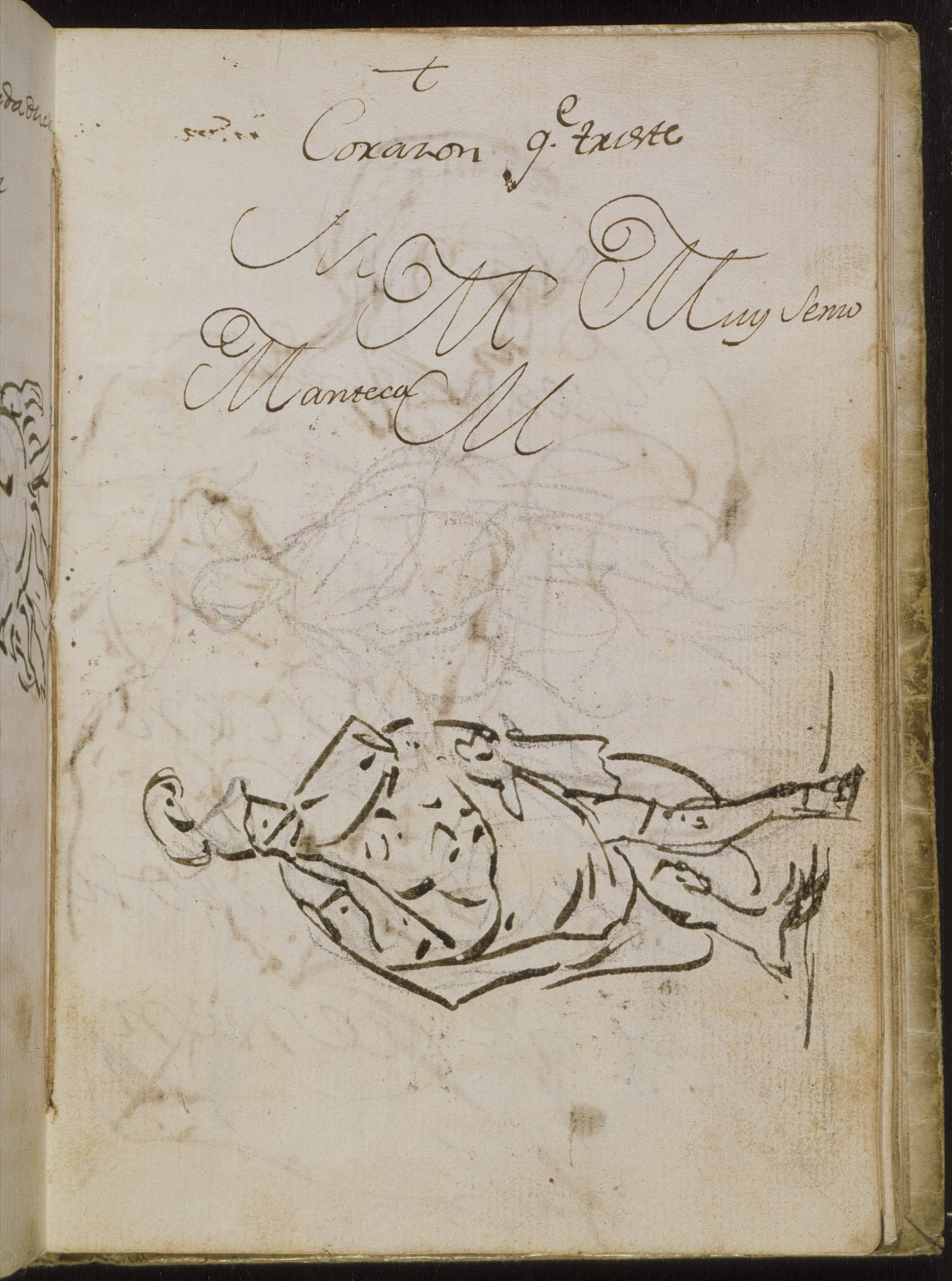
ハンニバルと才能の寓意の素描（第43番）
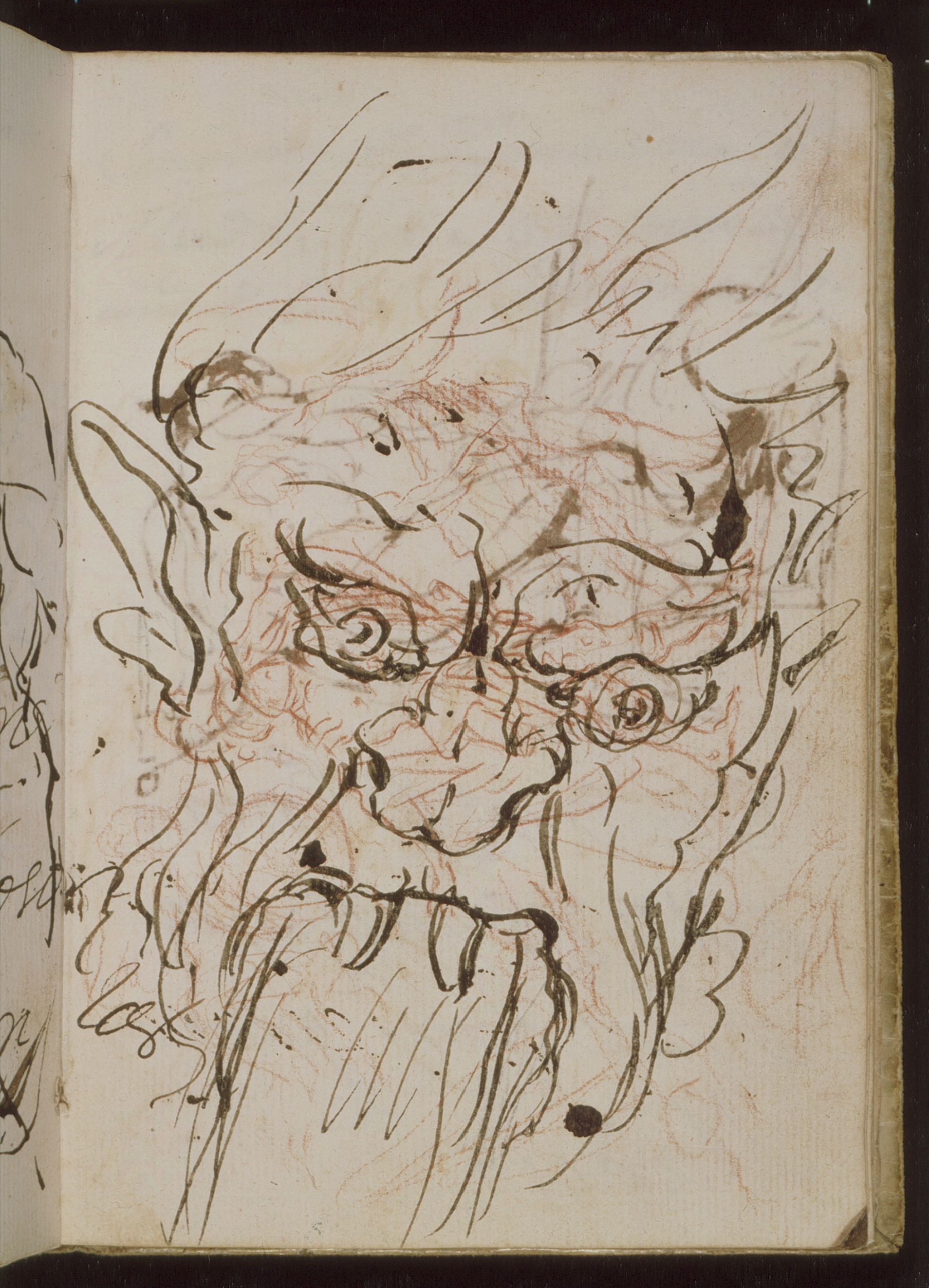
マスカロンの下にある横向きの構図の素描（第45番）

### 油彩習作
油彩による準備習作も2点残されており、いくつかの点で最終版と細部が異なっている。どちらの準備習作でも、ハンニバルに手を差し伸べる幻想的な人物は繊細な蝶の羽を持っている。本作品のX線撮影による調査で、当初ゴヤは同様の羽を描いていたが、後により大きな天使の翼に置き換えたことが明らかになった。盾や軍旗といった戦争を象徴するものは前景の地面に横たわっているが、最終的な完成作では馬の脚の後ろに隠れている。画面下中央に「ゴヤ」（Goya）と署名された最初の習作には、シンボルの中に切断された頭部も描かれていることがX線写真で確認できる。巨大な軍旗を持ちながら馬上から降りた兵士は、まるで遠くにいるハンニバルが何に驚嘆しているかを見たいかのように指揮官と同じ方向を見つめている。ポー川の寓意像は眼前に広がる光景に気づいていないようである。完成作では象徴的な人物がより大きな役割を果たしており、またソネットに登場する女神ウィクートリアないしフォルトゥナも追加されている。ポー川の寓意像の横の人物は削除されている。この人物像は月桂冠をかぶり、指導者の杖を持つ、明るい髪の老人で、アルプスに住む敗北した野蛮人と見なされ、勝利したハンニバル、あるいはアルプスの寓意像を見上げている。最初の習作の色彩は、より柔らかく非現実的な性格を帯びた第2の習作および完成作で使用した色彩よりもはるかに明るく温かみがある。

油彩による準備習作
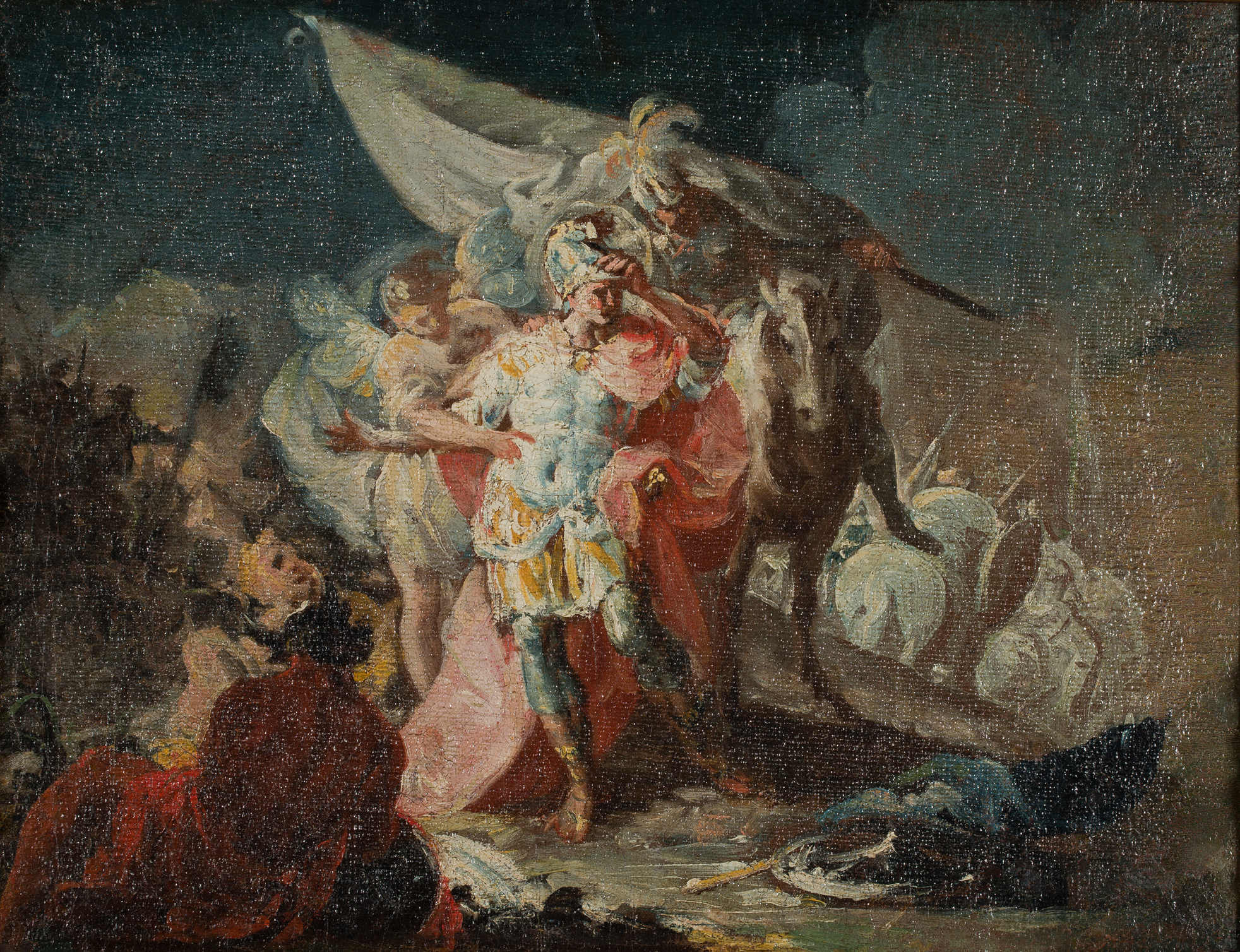
第1の準備習作 サラゴサ博物館（英語版）所蔵
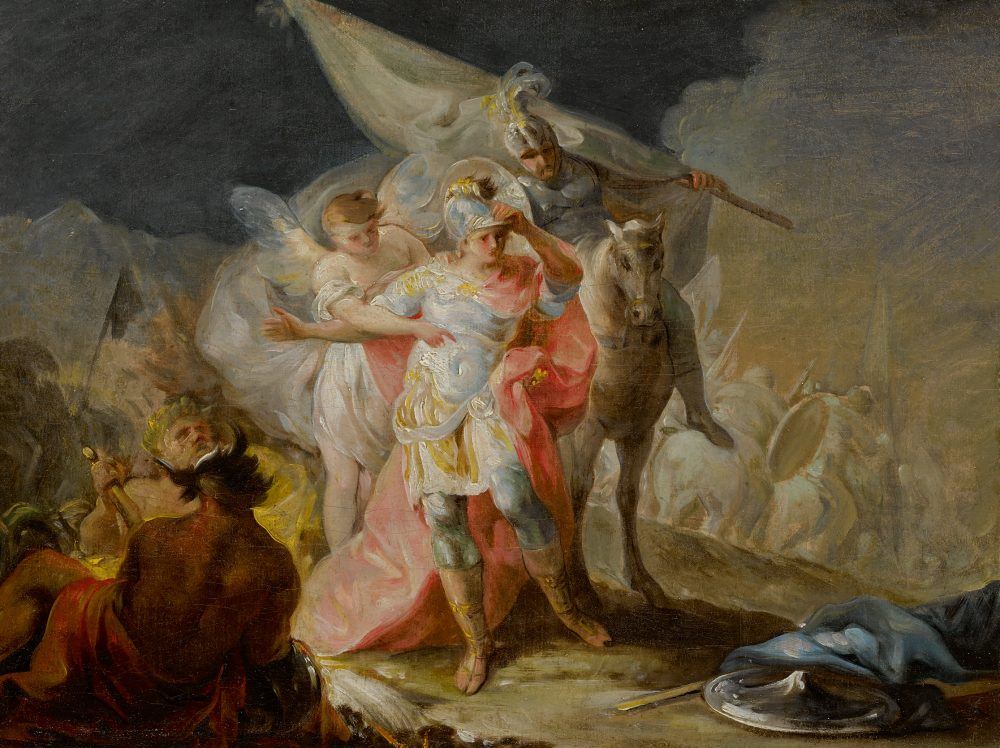
第2の準備習作 アメリカ合衆国、個人蔵

### 図像的源泉

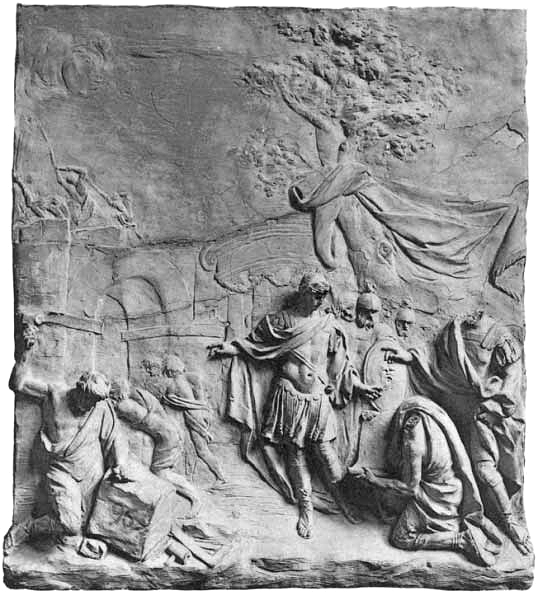
ホセ・アリアスの浮き彫り『トレドのアルカンタラ橋の建設』。1766年。

当初の構図はおそらく『トレドのアルカンタラ橋の建設』（Alcántara Bridge in Toledo）と題されたホセ・アリアス（José Arias）の浮き彫りに触発された。アリアスは1766年に王立サン・フェルナンド美術アカデミーが主催したコンクールにおいてこの彫刻で最優秀賞を受賞した。ゴヤもこのコンクールの絵画部門に参加していたため、アリアスの彫刻作品を目にした可能性が非常に高い。おそらくゴヤは当時この彫刻の素描を描き、後に作品を描く際に使用したのだろう。彫刻のトラヤヌス帝とゴヤのハンニバルとの間にはかなりの類似点が見られる。しかしながら、両者の位置と表現には明らかな相違点がある。ジュリエット・ウィルソン＝バローは、ゴヤがおそらくベルヴェデーレのアポロン像からインスピレーションを得たことを指摘している。ハンニバルのポーズは18世紀の絵画では神話の英雄や戦士を描く一般的な手法である、典型的なコントラポストと古代の様式化を伴っている。ポー川の寓意はおそらくゴヤがカピトリーノ美術館で知った古代彫刻『瀕死のガリア人』の後ろ姿に触発されたものである。彼は数年後、タペストリーのカルトンを描く際にこのモデルを再び使用し、解剖学的正確さを表現しつつ古典主義を参照する能力を示した。軍旗を持った騎馬の一群は、画家が帰国直後に制作された絵画『聖バルバラ』（Santa Bárbara）で再利用された。構図の他の考えられるインスピレーション源としては、グレゴリオ・グリエルミの素描「アキレウスの墓を訪れるアレクサンドロス大王」（Alexandre visitant le tombeau d'Achille）、パスクアーレ・チャランポーニの『イリスから戦いに戻るよう警告されるアキレウス』（Achille avvisato da Iride di tornare a combattere）、タデウシュ・クンツェの馬の脚の配置のための作品、コッラード・ジアキントの多数の作品が指摘されている。

### 絵画技術
多数の準備素描は、ゴヤがコンクールに向けてこの絵画を準備するためにどれほどの努力を注いだか、そしてこの絵画にどれほど大きな期待を寄せていたかを物語っている。本作品はイタリア・ロココ様式の一例であり、調和のとれた構図、優れた照明の使用、人物や色彩を形作る自信に満ちた筆遣いに明白に表れている、技術的に洗練された作品である。使用された色彩は、古典的でありながらシーンの非現実的特徴を表現し、画面に英雄的な雰囲気を与えている、青、淡いピンク、真珠のような薄く乳白色がかったグレーの色合いが中心となっている。最初の油彩習作は典型的なゴヤの活気にあふれる筆遣いで描かれた。最終的な完成作では、ゴヤは審査員たちの好みを理解して、筆遣いを滑らかにし、かつ強固に結びつけた。色彩もコッラード・ジアキントの様式で、より寒色系が主体になっている。ヘスス・ウレアによると、寒色系は描かれたシーンが淡い朝の光の中に広がっている印象を与えるという。

## 来歴
ゴヤの最初の伝記作家シャルル・イリアルトとローラン・マテロン（Laurent Matheron）は、1851年にフランスの美術評論家ポール・マンツによって広められた1772年のメルキュール・ド・フランス紙の記事に基づき、ゴヤがパルマ美術アカデミーのコンクールに参加したことを記した。1928年、ジョヴァンニ・コペルティーニ（Giovanni Copertini）はパルマ美術アカデミーのアーカイブを調べ、著書『ゴヤについてのノート』（Note sul Goya）の中でコンクールについて記述した。アカデミーは通常、コンクールで優勝した作品のみを保管していた。フェリーノ侯爵からの書簡によると、絵画は1771年後半に巻かれてバレンシアに送られたが、画家の要請によりジェノヴァの港で留め置かれ、最終的にサラゴサに送られたことが分かっている。長年、この作品は失われた作品と見なされていた。19世紀半ば、歴史家で実業家のフォルトゥナート・デ・セルガスがマドリードで無名のイタリア人画家の作品として入手するまで、いかなる資料にも登場しなかった。絵画はアストゥリアス州クディレロのエル・ピトにあり、現在はセルガス・ファガルデ財団（Selgas-Fagalde Foundation）の本部となっているセルガス家の邸宅キンタ・デ・セルガスに飾られていた。1993年、当時プラド美術館の副館長だったヘスス・ウレアが絵画を特定し、ゴヤに帰属した。翌年、絵画はプラド美術館の展覧会に出品された。その際に美術館は公式に作品の帰属がゴヤであることを確認した。2011年、セルガス・ファガルデ財団は絵画をプラド美術館に貸与し、同時に美術館に修復を委託した。2021年4月、プラド美術館友の会（Prado Museum Foundation）は同財団の設立40周年を記念し、設立メンバーの1人であるフランシスコ・カルバ・セラレルに敬意を表すため、絵画を330万ユーロで取得した。